# Иоаким (Шишковский)
Архимандрит Иоаким (в миру Иван Фёдорович Шишковский; 1750—1795) — священнослужитель Русской православной церкви, архимандрит, настоятель Пекинского Сретенского монастыря и начальник седьмой Русской духовной миссии в Пекине (1781—1794).

## Биография
Иван Шишковский родился около 1750 года в селе Пятигорцы Волынского повета в семье местного священника. 27 марта 1767 года он поступил в Киевскую духовную академию, которую успешно окончил. 
8 марта 1780 года отец Иоаким, уже из иеромонахов Александро-Невского монастыря, был произведен в архимандрита Сретенского монастыря в городе Пекине и назначен начальником Русской духовной миссии в Пекине, которая играла важную роль в установлении и поддержании российско-китайских отношений, была центром научного изучения Китая и подготовки первых русских синологов; из-за отсутствия дипломатических отношений между обоими государствами служители миссии в течение длительного времени являлись неофициальными представителями российского правительства в Китае.
В китайской столице пробыл со 2 ноября 1781 года почти до самой смерти. В данной ему из Коллегии иностранных дел инструкции было приказано не только поддерживать православие среди албазинцев, но также сообщать сведения о намерениях и действиях китайцев; но архимандрит Иоаким не доносил никаких сведений. 
В 1794 году Иоаким Шишковский просил Священный Синод вызвать его из Пекина и просьба его была уважена. В мае 1795 года он выехал из Пекина, но не добравшись до китайской границы, скоропостижно скончался 23 мая 1795 года.